# ANPAL
L'ANPAL (Agenzia Nazionale Politiche Attive Lavoro) è stato un ente pubblico italiano vigilato dal Ministero del lavoro e delle politiche sociali.

## Storia
A giugno 2015 la riforma del mercato del lavoro in Italia (Jobs Act) ha disposto che parte dell'ISFOL confluisca, con Italia Lavoro - ora ANPAL Servizi - in un nuovo ente denominato Agenzia Nazionale delle Politiche Attive del Lavoro (ANPAL).
L'ente è stato soppresso a partire dal 1º marzo 2024 e le sue funzioni sono state riattribuite al Ministero del lavoro e delle politiche sociali.

## Presidenti
- Maurizio Del Conte (2016 - 2019)
- Domenico Parisi (2019 - 2021)
- Raffaele Tangorra (commissario straordinario, 2021 - )[4]